# Liga Mistrzów w piłce siatkowej (2007/2008)
Liga Mistrzów siatkarzy w sezonie 2007/2008 (oficjalna nazwa Indesit European Champions League 2007/2008) – 8 kolejna edycja międzynarodowych rozgrywek, organizowana przez Europejską Konfederację Piłki Siatkowej (CEV) - w ramach europejskich pucharów - dla 24 męskich klubowych zespołów siatkarskich "starego kontynentu". Najważniejsze i najbardziej prestiżowe europejskie rozgrywki klubowe w piłce siatkowej mężczyzn sezonu 2007/2008, których głównym i tytularnym sponsorem była firma Indesit.

## System rozgrywek
Pod koniec 2006 władze CEV podjęły decyzję o gruntownym zreformowaniu - od sezonu 2007/2008 - wszystkich rozgrywek europejskich pucharów w piłce siatkowej. W związku z tym nieznacznej zmianie uległa formuła fazy grupowej Ligi Mistrzów. Co prawda nadal dopuszczono do niej 24 drużyny, ale zwiększono liczbę grup (z 4 do 6), zmniejszając automatycznie liczbę ekip w każdej z nich (z 6 do 4).
Sporządzenie "drabinki pucharowej" i losowanie poszczególnych par tej edycji pucharu odbyło się 14 czerwca 2007 w Luksemburgu, natomiast zmagania sportowe zainaugurowano w dniach 17 i 18 października 2007, meczami 1 kolejki fazy grupowej. Początkowo rywalizacja toczyła się w 6 czterozespołowych grupach (A, B, C, D, E i F), zaś po dwie drużyny każdej z nich kwalifikowały się do I etapu fazy pucharowej, tj. rundy play-off 12, gdzie rywalizacja toczy się parach na zasadzie dwumeczów (mecz i rewanż) "systemem pucharowym" (gorszy odpada). Awans do tej rundy wywalczyło 12 najlepszych ekip rundy grupowej - poza gospodarzem turnieju Final Four - będzie nią więc jedna z ekip z 3 miejsca w grupie. Z pozostałej "5" drużyn z 3 miejsc fazy grupowej, cztery najlepsze kwalifikują się do tzw. Rundy Challenge Pucharu CEV sezonu 2007/2008. Zwycięzcy rundy play-off 12 uzyskują promocję do rundy play-off 6, a trójka triumfatorów tego szczebla awansuje do turnieju Final Four, w którym wystąpi również jego gospodarz (zwolniony z obowiązku występowania w obydwu rundach play-off).
Ważnym punktem regulaminu jest również zapis dotyczący sposobu wyłaniania zwycięzców danego dwumeczu fazy pucharowej, tj. rundy play-off 12 i rundy play-off 6. Po uwagę nie jest brany - jak dotychczas - bilans obydwu spotkań (tj. liczba wygranych setów, bądź ratio), tylko liczba zwycięstw jednego z zespołów (2 wygrane = awans do kolejnej fazy zmagań). Natomiast w przypadku remisu (1 zwycięstwo i 1 porażka) brana jest liczba setów i małych punktów.

## Drużyny uczestniczące
| Państwo    | Drużyna                       |
| ---------- | ----------------------------- |
| Austria    | aon hotVolleys Wiedeń         |
| Belgia     | Noliko Maaseik                |
| Belgia     | Knack Randstad Roeselare      |
| Czarnogóra | Budućnost Podgorička banka    |
| Czechy     | VK Jihostroj České Budějovice |
| Francja    | Paris Volley                  |
| Francja    | AS Cannes                     |
| Grecja     | Olympiakos SFP                |
| Grecja     | GS Iraklis                    |
| Grecja     | Panathinaikos AO              |
| Hiszpania  | Unicaja Almería               |
| Hiszpania  | Drac Palma                    |
| Holandia   | Piet Zoomers/D Apeldoorn      |
| Niemcy     | VfB Friedrichshafen           |
| Polska     | PGE Skra Bełchatów            |
| Polska     | Jastrzębski Węgiel            |
| Rosja      | Dinamo Kazań                  |
| Rosja      | Dinamo Moskwa                 |
| Serbia     | NIS Vojvodina Nowy Sad        |
| Słowenia   | ACH Volley Bled               |
| Turcja     | Arkas Spor Izmir              |
| Włochy     | Sisley Treviso                |
| Włochy     | Bre Banca Lannutti Cuneo      |
| Włochy     | Copra Berni Piacenza          |

## Rozgrywki

### Faza grupowa

#### Grupa A
Tabela
| Lp. | Drużyna                    | Pkt | Mecze | Mecze | Mecze | Sety | Sety | Sety  | Małe punkty | Małe punkty | Małe punkty |
| Lp. | Drużyna                    | Pkt | M     | W     | P     | wyg. | prz. | ratio | zdob.       | str.        | ratio       |
| --- | -------------------------- | --- | ----- | ----- | ----- | ---- | ---- | ----- | ----------- | ----------- | ----------- |
| 1   | AS Cannes                  | 11  | 6     | 5     | 1     | 15   | 5    | 3.000 | 483         | 440         | 1.098       |
| 2   | Bre Banca Lannutti Cueno   | 10  | 6     | 4     | 2     | 13   | 9    | 1.444 | 536         | 486         | 1.103       |
| 3   | GS Iraklis                 | 9   | 6     | 3     | 3     | 10   | 11   | 0.909 | 494         | 500         | 0.988       |
| 4   | Jihostroj Ceske Budejovice | 6   | 6     | 0     | 6     | 5    | 18   | 0.278 | 469         | 556         | 0.844       |

Źródło: cev.lu
Zasady ustalania kolejności: 1. liczba zdobytych punktów; 2. wyższy stosunek setów; 3. wyższy stosunek małych punktów.
Punktacja: zwycięstwo – 2 pkt; porażka – 1 pkt
 Wyniki spotkań
| Data       | Godz. | Drużyna 1                     | Wynik | Drużyna 2                     | 1     | 2     | 3     | 4     | 5     | Widzów | *      |
| ---------- | ----- | ----------------------------- | ----- | ----------------------------- | ----- | ----- | ----- | ----- | ----- | ------ | ------ |
| 17.10.2007 | 20:30 | GS Iraklis                    | 0:3   | AS Cannes                     | 16:25 | 25:27 | 22:25 |       |       | 1200   | raport |
| 17.10.2007 | 17:30 | VK Jihostroj České Budějovice | 2:3   | Bre Banca Lannutti Cuneo      | 34:32 | 20:25 | 17:25 | 25:22 | 10:15 | 1830   | raport |
| 23.10.2007 | 20:30 | Bre Banca Lannutti Cuneo      | 3:0   | GS Iraklis                    | 27:25 | 25:20 | 25:19 |       |       | 1530   | raport |
| 23.10.2007 | 19:00 | AS Cannes                     | 3:1   | VK Jihostroj České Budějovice | 16:25 | 25:23 | 25:19 | 25:16 |       | 1500   | raport |
| 12.12.2007 | 20:30 | GS Iraklis                    | 3:0   | VK Jihostroj České Budějovice | 25:20 | 25:23 | 25:21 |       |       | 1500   | raport |
| 11.12.2007 | 20:00 | AS Cannes                     | 3:0   | Bre Banca Lannutti Cuneo      | 25:19 | 27:25 | 31:29 |       |       | 2100   | raport |
| 18.12.2007 | 20:35 | Bre Banca Lannutti Cuneo      | 3:0   | AS Cannes                     | 25:15 | 25:21 | 25:22 |       |       | 2100   | raport |
| 19.12.2007 | 17:30 | VK Jihostroj České Budějovice | 1:3   | GS Iraklis                    | 25:22 | 22:25 | 18:25 | 25:27 |       | 1450   | raport |
| 23.01.2008 | 17:30 | VK Jihostroj České Budějovice | 0:3   | AS Cannes                     | 19:25 | 21:25 | 13:25 |       |       | 1500   | raport |
| 23.01.2008 | 20:30 | GS Iraklis                    | 3:1   | Bre Banca Lannutti Cuneo      | 25:22 | 25:22 | 27:29 | 25:20 |       | 1750   | raport |
| 30.01.2008 | 20:30 | Bre Banca Lannutti Cuneo      | 3:1   | VK Jihostroj České Budějovice | 25:9  | 24:26 | 25:17 | 25:21 |       | 2811   | raport |
| 30.01.2008 | 20:00 | AS Cannes                     | 1:3   | GS Iraklis                    | 26:24 | 25:22 | 23:25 | 25:22 |       | 1500   | raport |

#### Grupa B
Tabela
| Lp. | Drużyna                    | Pkt | Mecze | Mecze | Mecze | Sety | Sety | Sety  | Małe punkty | Małe punkty | Małe punkty |
| Lp. | Drużyna                    | Pkt | M     | W     | P     | wyg. | prz. | ratio | zdob.       | str.        | ratio       |
| --- | -------------------------- | --- | ----- | ----- | ----- | ---- | ---- | ----- | ----------- | ----------- | ----------- |
| 1   | Panathianikos Ateny        | 12  | 6     | 6     | 0     | 18   | 4    | 4.500 | 530         | 461         | 1.150       |
| 2   | PGE Skra Bełchatów         | 10  | 6     | 4     | 2     | 14   | 10   | 1.400 | 541         | 481         | 1.125       |
| 3   | Budućnost Podgorička banka | 8   | 6     | 2     | 4     | 10   | 12   | 0.833 | 481         | 505         | 0.952       |
| 4   | NIS Vojvodina Nowy Sad     | 6   | 6     | 0     | 6     | 1    | 15   | 0.067 | 402         | 507         | 0.793       |

Źródło: cev.lu
Zasady ustalania kolejności: 1. liczba zdobytych punktów; 2. wyższy stosunek setów; 3. wyższy stosunek małych punktów.
Punktacja: zwycięstwo – 2 pkt; porażka – 1 pkt
 Wyniki 
| Data       | Godz. | Drużyna 1                  | Wynik | Drużyna 2                  | 1     | 2     | 3     | 4     | 5     | Widzów | * |
| ---------- | ----- | -------------------------- | ----- | -------------------------- | ----- | ----- | ----- | ----- | ----- | ------ | - |
| 17.10.2007 |       | NIS Vojvodina Nowy Sad     | 1:3   | Panathinaikos AO           | 16:25 | 27:25 | 24:26 | 19:25 |       |        |   |
| 18.10.2007 |       | PGE Skra Bełchatów         | 3:1   | Budućnost Podgorička banka | 20:25 | 25:21 | 25:17 | 25:20 |       |        |   |
|            |       |                            |       |                            |       |       |       |       |       |        |   |
| 24.10.2007 |       | Panathinaikos AO           | 3:0   | PGE Skra Bełchatów         | 25:20 | 27:25 | 25:16 |       |       |        |   |
| 25.10.2007 |       | Budućnost Podgorička banka | 3:0   | NIS Vojvodina Nowy Sad     | 25:22 | 31:29 | 25:19 |       |       |        |   |
|            |       |                            |       |                            |       |       |       |       |       |        |   |
| 12.12.2007 |       | PGE Skra Bełchatów         | 3:0   | NIS Vojvodina Nowy Sad     | 25:19 | 25:15 | 25:16 |       |       |        |   |
| 13.12.2007 |       | Budućnost Podgorička banka | 1:3   | Panathinaikos AO           | 18:25 | 18:25 | 25:22 | 19:25 |       |        |   |
|            |       |                            |       |                            |       |       |       |       |       |        |   |
| 19.12.2007 |       | Panathinaikos AO           | 3:0   | Budućnost Podgorička banka | 25:19 | 25:20 | 25:22 |       |       |        |   |
| 20.12.2007 |       | NIS Vojvodina Nowy Sad     | 1:3   | PGE Skra Bełchatów         | 25:22 | 17:25 | 10:25 | 16:25 |       |        |   |
|            |       |                            |       |                            |       |       |       |       |       |        |   |
| 23.01.2008 |       | PGE Skra Bełchatów         | 2:3   | Panathinaikos AO           | 21:25 | 20:25 | 25:17 | 25:20 | 11:15 |        |   |
| 23.01.2008 |       | NIS Vojvodina Nowy Sad     | 0:3   | Budućnost Podgorička banka | 17:25 | 21:25 | 19:25 |       |       |        |   |
|            |       |                            |       |                            |       |       |       |       |       |        |   |
| 30.01.2008 |       | Budućnost Podgorička banka | 2:3   | PGE Skra Bełchatów         | 20:25 | 21:25 | 25:23 | 25:22 | 10:15 |        |   |
| 30.01.2008 |       | Panathinaikos AO           | 3:0   | NIS Vojvodina Nowy Sad     | 28:26 | 25:22 | 25:23 |       |       |        |   |

#### Grupa C
Tabela
| Lp. | Drużyna                   | Pkt | Mecze | Mecze | Mecze | Sety | Sety | Sety  | Małe punkty | Małe punkty | Małe punkty |
| Lp. | Drużyna                   | Pkt | M     | W     | P     | wyg. | prz. | ratio | zdob.       | str.        | ratio       |
| --- | ------------------------- | --- | ----- | ----- | ----- | ---- | ---- | ----- | ----------- | ----------- | ----------- |
| 1   | Dynamo Tat Transgaz Kazań | 11  | 6     | 5     | 1     | 17   | 9    | 1.889 | 597         | 541         | 1.104       |
| 2   | VfB Friedrichshafen       | 9   | 6     | 3     | 3     | 14   | 9    | 1.556 | 521         | 497         | 1.048       |
| 3   | Olympiakos Pireus         | 9   | 6     | 3     | 3     | 11   | 12   | 0.917 | 504         | 499         | 1.010       |
| 4   | Unicaja Almería           | 7   | 6     | 1     | 5     | 5    | 17   | 0.294 | 440         | 525         | 0.838       |

Źródło: cev.lu
Zasady ustalania kolejności: 1. liczba zdobytych punktów; 2. wyższy stosunek setów; 3. wyższy stosunek małych punktów.
Punktacja: zwycięstwo – 2 pkt; porażka – 1 pkt
 Wyniki 
| Data       | Godz. | Drużyna 1           | Wynik | Drużyna 2           | 1     | 2     | 3     | 4     | 5     | Widzów | * |
| ---------- | ----- | ------------------- | ----- | ------------------- | ----- | ----- | ----- | ----- | ----- | ------ | - |
| 16.10.2007 |       | Dinamo Kazań        | 3:1   | Unicaja Almería     | 24:26 | 25:20 | 25:16 | 25:21 |       |        |   |
| 17.10.2007 |       | VfB Friedrichshafen | 3:0   | Olympiakos SFP      | 25:23 | 25:20 | 25:23 |       |       |        |   |
|            |       |                     |       |                     |       |       |       |       |       |        |   |
| 24.10.2007 |       | Olympiakos SFP      | 0:3   | Dinamo Kazań        | 18:25 | 19:25 | 23:25 |       |       |        |   |
| 25.10.2007 |       | Unicaja Almería     | 0:3   | VfB Friedrichshafen | 20:25 | 20:25 | 16:25 |       |       |        |   |
|            |       |                     |       |                     |       |       |       |       |       |        |   |
| 12.10.2007 |       | Dinamo Kazań        | 3:2   | VfB Friedrichshafen | 25:22 | 23:25 | 24:26 | 25:22 | 15:9  |        |   |
| 13.10.2007 |       | Unicaja Almería     | 1:3   | Olympiakos SFP      | 14:25 | 21:25 | 25:19 | 24:26 |       |        |   |
|            |       |                     |       |                     |       |       |       |       |       |        |   |
| 19.12.2007 |       | Olympiakos SFP      | 3:0   | Unicaja Almería     | 25:16 | 25:15 | 25:18 |       |       |        |   |
| 19.12.2007 |       | VfB Friedrichshafen | 1:3   | Dinamo Kazań        | 21:25 | 25:20 | 15:25 | 24:26 |       |        |   |
|            |       |                     |       |                     |       |       |       |       |       |        |   |
| 23.01.2008 |       | VfB Friedrichshafen | 3:0   | Unicaja Almería     | 25:18 | 25:22 | 25:20 |       |       |        |   |
| 23.01.2008 |       | Dinamo Kazań        | 3:2   | Olympiakos SFP      | 25:19 | 22:25 | 25:19 | 22:25 | 15:13 |        |   |
|            |       |                     |       |                     |       |       |       |       |       |        |   |
| 30.01.2008 |       | Unicaja Almería     | 3:2   | Dinamo Kazań        | 21:25 | 25:19 | 25:21 | 19:25 | 18:16 |        |   |
| 30.01.2008 |       | Olympiakos SFP      | 3:2   | VfB Friedrichshafen | 19:25 | 22:25 | 25:22 | 25:21 | 16:14 |        |   |

#### Grupa D
Tabela
| Lp. | Drużyna                | Pkt | Mecze | Mecze | Mecze | Sety | Sety | Sety  | Małe punkty | Małe punkty | Małe punkty |
| Lp. | Drużyna                | Pkt | M     | W     | P     | wyg. | prz. | ratio | zdob.       | str.        | ratio       |
| --- | ---------------------- | --- | ----- | ----- | ----- | ---- | ---- | ----- | ----------- | ----------- | ----------- |
| 1   | Copra Berni Piacenza   | 11  | 6     | 5     | 1     | 16   | 7    | 2.286 | 545         | 509         | 1.071       |
| 2   | Drac Palma Majorka     | 10  | 6     | 4     | 2     | 14   | 9    | 1.556 | 517         | 503         | 1.028       |
| 3   | Arkas Spor             | 8   | 6     | 2     | 4     | 9    | 14   | 0.643 | 501         | 514         | 0.975       |
| 4   | aon hottVolleys Wiedeń | 7   | 6     | 1     | 5     | 7    | 16   | 0.438 | 495         | 536         | 0.924       |

Źródło: cev.lu
Zasady ustalania kolejności: 1. liczba zdobytych punktów; 2. wyższy stosunek setów; 3. wyższy stosunek małych punktów.
Punktacja: zwycięstwo – 2 pkt; porażka – 1 pkt
 Wyniki 
| Data       | Godz. | Drużyna 1             | Wynik | Drużyna 2             | 1     | 2     | 3     | 4     | 5     | Widzów | * |
| ---------- | ----- | --------------------- | ----- | --------------------- | ----- | ----- | ----- | ----- | ----- | ------ | - |
| 17.10.2007 |       | aon hotVolleys Wiedeń | 2:3   | Arkas Spor            | 25:15 | 19:25 | 16:25 | 25:19 | 13:15 |        |   |
| 18.10.2007 |       | Drac Palma            | 2:3   | Copra Berni Piacenza  | 23:25 | 27:25 | 25:18 | 19:25 | 11:15 |        |   |
|            |       |                       |       |                       |       |       |       |       |       |        |   |
| 24.10.2007 |       | Arkas Spor            | 0:3   | Drac Palma            | 22:25 | 21:25 | 23:25 |       |       |        |   |
| 25.10.2007 |       | Copra Berni Piacenza  | 3:1   | aon hotVolleys Wiedeń | 25:21 | 21:25 | 25:20 | 25:18 |       |        |   |
|            |       |                       |       |                       |       |       |       |       |       |        |   |
| 12.12.2007 |       | aon hotVolleys Wiedeń | 0:3   | Drac Palma            | 22:25 | 21:25 | 19:25 |       |       |        |   |
| 12.12.2007 |       | Arkas Spor            | 0:3   | Copra Berni Piacenza  | 19:25 | 21:25 | 22:25 |       |       |        |   |
|            |       |                       |       |                       |       |       |       |       |       |        |   |
| 19.12.2007 |       | Copra Berni Piacenza  | 3:1   | Arkas Spor            | 25:20 | 15:25 | 30:28 | 25:22 |       |        |   |
| 20.12.2007 |       | Drac Palma            | 3:1   | aon hotVolleys Wiedeń | 25:22 | 22:25 | 25:20 | 25:19 |       |        |   |
|            |       |                       |       |                       |       |       |       |       |       |        |   |
| 23.01.2008 |       | aon hotVolleys Wiedeń | 3:1   | Copra Berni Piacenza  | 25:23 | 20:25 | 26:24 | 25:20 |       |        |   |
| 24.01.2008 |       | Drac Palma            | 3:2   | Arkas Spor            | 25:23 | 18:25 | 25:22 | 19:25 | 15:7  |        |   |
|            |       |                       |       |                       |       |       |       |       |       |        |   |
| 30.01.2008 |       | Arkas Spor            | 3:0   | aon hotVolleys Wiedeń | 25:23 | 27:25 | 25:21 |       |       |        |   |
| 30.01.2008 |       | Copra Berni Piacenza  | 3:0   | Drac Palma            | 25:21 | 25:19 | 29:27 |       |       |        |   |

#### Grupa E
Tabela
| Lp. | Drużyna                  | Pkt | Mecze | Mecze | Mecze | Sety | Sety | Sety  | Małe punkty | Małe punkty | Małe punkty |
| Lp. | Drużyna                  | Pkt | M     | W     | P     | wyg. | prz. | ratio | zdob.       | str.        | ratio       |
| --- | ------------------------ | --- | ----- | ----- | ----- | ---- | ---- | ----- | ----------- | ----------- | ----------- |
| 1   | Sisley Treviso           | 11  | 6     | 5     | 1     | 16   | 7    | 2.286 | 531         | 472         | 1.125       |
| 2   | Jastrzębski Węgiel       | 9   | 6     | 3     | 3     | 12   | 11   | 1.091 | 512         | 519         | 0.987       |
| 3   | Knack Randstad Roeselare | 9   | 6     | 3     | 3     | 11   | 11   | 1.000 | 491         | 496         | 0.990       |
| 4   | Piet Zoomers/D Apeldoorn | 7   | 6     | 1     | 5     | 7    | 17   | 0.412 | 502         | 549         | 0.914       |

Źródło: cev.lu
Zasady ustalania kolejności: 1. liczba zdobytych punktów; 2. wyższy stosunek setów; 3. wyższy stosunek małych punktów.
Punktacja: zwycięstwo – 2 pkt; porażka – 1 pkt
 Wyniki 
| Data       | Godz. | Drużyna 1                | Wynik | Drużyna 2                | 1     | 2     | 3     | 4     | 5     | Widzów | * |
| ---------- | ----- | ------------------------ | ----- | ------------------------ | ----- | ----- | ----- | ----- | ----- | ------ | - |
| 17.10.2007 |       | Sisley Treviso           | 3:0   | Piet Zoomers/D Apeldoorn | 25:19 | 25:17 | 25:16 |       |       |        |   |
| 17.10.2007 |       | Knack Roeselare          | 3:0   | Jastrzębski Węgiel       | 25:23 | 25:18 | 25:21 |       |       |        |   |
|            |       |                          |       |                          |       |       |       |       |       |        |   |
| 24.10.2007 |       | Jastrzębski Węgiel       | 2:3   | Sisley Treviso           | 21:25 | 17:25 | 25:23 | 25:19 | 8:15  |        |   |
| 25.10.2007 |       | Piet Zoomers/D Apeldoorn | 1:3   | Knack Roeselare          | 17:25 | 25:21 | 21:25 | 22:25 |       |        |   |
|            |       |                          |       |                          |       |       |       |       |       |        |   |
| 11.10.2007 |       | Sisley Treviso           | 3:0   | Knack Roeselare          | 25:18 | 27:25 | 25:21 |       |       |        |   |
| 13.12.2007 |       | Piet Zoomers/D Apeldoorn | 1:3   | Jastrzębski Węgiel       | 17:25 | 25:19 | 23:25 | 23:25 |       |        |   |
|            |       |                          |       |                          |       |       |       |       |       |        |   |
| 19.12.2007 |       | Jastrzębski Węgiel       | 3:0   | Piet Zoomers/D Apeldoorn | 25:22 | 25:20 | 25:23 |       |       |        |   |
| 19.12.2007 |       | Knack Roeselare          | 0:3   | Sisley Treviso           | 23:25 | 20:25 | 17:25 |       |       |        |   |
|            |       |                          |       |                          |       |       |       |       |       |        |   |
| 22.01.2008 |       | Sisley Treviso           | 1:3   | Jastrzębski Węgiel       | 25:19 | 19:25 | 22:25 | 23:25 |       |        |   |
| 23.01.2008 |       | Knack Roeselare          | 2:3   | Piet Zoomers/D Apeldoorn | 25:22 | 17:25 | 25:18 | 20:25 | 14:16 |        |   |
|            |       |                          |       |                          |       |       |       |       |       |        |   |
| 30.01.2008 |       | Piet Zoomers/D Apeldoorn | 2:3   | Sisley Treviso           | 17:25 | 22:25 | 25:16 | 26:24 | 16:18 |        |   |
| 30.01.2008 |       | Jastrzębski Węgiel       | 1:3   | Knack Roeselare          | 25:20 | 22:25 | 22:25 | 22:25 |       |        |   |

#### Grupa F
Tabela
| Lp. | Drużyna         | Pkt | Mecze | Mecze | Mecze | Sety | Sety | Sety  | Małe punkty | Małe punkty | Małe punkty |
| Lp. | Drużyna         | Pkt | M     | W     | P     | wyg. | prz. | ratio | zdob.       | str.        | ratio       |
| --- | --------------- | --- | ----- | ----- | ----- | ---- | ---- | ----- | ----------- | ----------- | ----------- |
| 1   | Dinamo Moskwa   | 11  | 6     | 5     | 1     | 16   | 5    | 3.200 | 508         | 466         | 1.090       |
| 2   | Paris Volley    | 9   | 6     | 3     | 3     | 13   | 13   | 1.000 | 562         | 571         | 0.984       |
| 3   | Noliko Maaseik  | 8   | 6     | 2     | 4     | 9    | 13   | 0.692 | 492         | 514         | 0.957       |
| 4   | ACH Volley Bled | 8   | 6     | 2     | 4     | 8    | 15   | 0.533 | 502         | 537         | 0.935       |

Źródło: cev.lu
Zasady ustalania kolejności: 1. liczba zdobytych punktów; 2. wyższy stosunek setów; 3. wyższy stosunek małych punktów.
Punktacja: zwycięstwo – 2 pkt; porażka – 1 pkt
 Wyniki 
| Data       | Godz. | Drużyna 1       | Wynik | Drużyna 2       | 1     | 2     | 3     | 4     | 5     | Widzów | * |
| ---------- | ----- | --------------- | ----- | --------------- | ----- | ----- | ----- | ----- | ----- | ------ | - |
| 17.10.2007 |       | Paris Volley    | 2:3   | Dinamo Moskwa   | 24:26 | 25:20 | 25:21 | 19:25 | 8:15  |        |   |
| 17.10.2007 |       | ACH Volley Bled | 3:1   | Noliko Maaseik  | 21:25 | 25:23 | 29:27 | 25:22 |       |        |   |
| 23.10.2007 |       | Dinamo Moskwa   | 3:0   | ACH Volley Bled | 25:17 | 25:22 | 25:22 |       |       |        |   |
| 23.10.2007 |       | Noliko Maaseik  | 3:0   | Paris Volley    | 25:23 | 26:24 | 25:20 |       |       |        |   |
| 12.12.2007 |       | ACH Volley Bled | 3:2   | Paris Volley    | 25:21 | 23:25 | 25:20 | 18:25 | 15:13 |        |   |
| 12.12.2007 |       | Noliko Maaseik  | 0:3   | Dinamo Moskwa   | 20:25 | 23:25 | 22:25 |       |       |        |   |
| 18.12.2007 |       | Dinamo Moskwa   | 3:0   | Noliko Maaseik  | 25:23 | 25:23 | 25:17 |       |       |        |   |
| 19.12.2007 |       | Paris Volley    | 3:1   | ACH Volley Bled | 25:14 | 11:25 | 25:18 | 25:21 |       |        |   |
| 23.01.2008 |       | ACH Volley Bled | 0:3   | Dinamo Moskwa   | 23:25 | 27:29 | 24:26 |       |       |        |   |
| 23.01.2008 |       | Paris Volley    | 3:2   | Noliko Maaseik  | 25:20 | 27:25 | 21:25 | 14:25 | 15:13 |        |   |
| 30.01.2008 |       | Noliko Maaseik  | 3:1   | ACH Volley Bled | 20:25 | 25:18 | 25:22 | 25:18 |       |        |   |
| 30.01.2008 |       | Dinamo Moskwa   | 1:3   | Paris Volley    | 27:25 | 23:25 | 21:25 | 25:27 |       |        |   |

### Faza play-off

#### Runda 12
| Data       | Godz. | Drużyna 1                | Wynik | Drużyna 2                | 1     | 2     | 3     | 4     | 5     | Małe punkty | Widzów | * |
| ---------- | ----- | ------------------------ | ----- | ------------------------ | ----- | ----- | ----- | ----- | ----- | ----------- | ------ | - |
| 12.02.2008 |       | Panathinaikos AO         | 3:0   | Knack Randstad Roeselare | 25:21 | 25:19 | 25:21 |       |       |             |        |   |
| 20.02.2008 |       | Panathinaikos AO         | 2:3   | Knack Randstad Roeselare | 25:21 | 20:25 | 25:18 | 22:25 | 10:15 |             |        |   |
| 12.02.2008 |       | Bre Banca Lannutti Cuneo | 2:3   | Copra Berni Piacenza     | 26:24 | 25:18 | 23:25 | 24:26 | 13:15 |             |        |   |
| 21.02.2008 |       | Bre Banca Lannutti Cuneo | 1:3   | Copra Berni Piacenza     | 25:23 | 21:25 | 21:25 | 20:25 |       |             |        |   |
| 12.02.2008 |       | Dinamo Kazań             | 3:0   | Jastrzębski Węgiel       | 25:17 | 25:20 | 25:18 |       |       |             |        |   |
| 20.02.2008 |       | Dinamo Kazań             | 2:3   | Jastrzębski Węgiel       | 16:25 | 25:17 | 22:25 | 25:19 | 12:15 |             |        |   |
| 13.02.2008 |       | VfB Friedrichshafen      | 3:0   | Dinamo Moskwa            | 25:20 | 25:20 | 26:24 |       |       |             |        |   |
| 20.02.2008 |       | VfB Friedrichshafen      | 1:3   | Dinamo Moskwa            | 25:18 | 23:25 | 18:25 | 22:25 |       |             |        |   |
| 13.02.2008 |       | Paris Volley             | 1:3   | AS Cannes                | 20:25 | 25:20 | 19:25 | 19:25 |       |             |        |   |
| 19.02.2008 |       | Paris Volley             | 2:3   | AS Cannes                | 25:18 | 18:25 | 25:23 | 26:25 | 13:15 |             |        |   |
| 14.02.2008 |       | Sisley Treviso           | 3:0   | Drac Palma               | 25:20 | 25:23 | 25:13 |       |       |             |        |   |
| 21.02.2008 |       | Sisley Treviso           | 3:0   | Drac Palma               | 25:18 | 26:24 | 26:24 |       |       |             |        |   |

#### Runda 6
| Data       | Godz. | Drużyna 1        | Wynik | Drużyna 2            | 1     | 2     | 3     | 4     | 5     | Małe punkty | Widzów | * |
| ---------- | ----- | ---------------- | ----- | -------------------- | ----- | ----- | ----- | ----- | ----- | ----------- | ------ | - |
| 04.03.2008 |       | Panathinaikos AO | 1:3   | Copra Berni Piacenza | 25:18 | 21:25 | 23:25 | 18:25 |       |             |        |   |
| 12.03.2008 |       | Panathinaikos AO | 2:3   | Copra Berni Piacenza | 25:23 | 25:14 | 21:25 | 20:25 | 13:15 |             |        |   |
| 04.03.2008 |       | Dinamo Kazań     | 3:0   | AS Cannes            | 25:21 | 26:24 | 28:26 |       |       |             |        |   |
| 12.03.2008 |       | Dinamo Kazań     | 3:1   | AS Cannes            | 18:25 | 25:22 | 25:23 | 15:19 |       |             |        |   |
| 06.03.2008 |       | Sisley Treviso   | 2:3   | VfB Friedrichshafen  | 16:25 | 22:25 | 25:14 | 25:22 | 11:15 | 201–207     |        |   |
| 13.03.2008 |       | Sisley Treviso   | 3:2   | VfB Friedrichshafen  | 22:25 | 25:23 | 25:20 | 24:26 | 15:12 | 201–207     |        |   |

### Final Four

#### Półfinały
| Data       | Godz. | Drużyna 1          | Wynik | Drużyna 2            | 1     | 2     | 3     | 4     | 5     | Widzów | * |
| ---------- | ----- | ------------------ | ----- | -------------------- | ----- | ----- | ----- | ----- | ----- | ------ | - |
| 29.03.2008 |       | PGE Skra Bełchatów | 2:3   | Dinamo Kazań         | 21:25 | 16:25 | 25:18 | 25:20 | 12:15 |        |   |
| 29.03.2008 |       | Sisley Treviso     | 1:3   | Copra Berni Piacenza | 25:22 | 26:28 | 23:25 | 20:25 |       |        |   |

#### Mecz o 3. miejsce
| Data       | Godz. | Drużyna 1          | Wynik | Drużyna 2      | 1     | 2     | 3     | 4     | 5     | Widzów | * |
| ---------- | ----- | ------------------ | ----- | -------------- | ----- | ----- | ----- | ----- | ----- | ------ | - |
| 30.03.2008 |       | PGE Skra Bełchatów | 3:2   | Sisley Treviso | 25:22 | 25:21 | 23:25 | 18:25 | 15:13 |        |   |

#### Finał
| Data       | Godz. | Drużyna 1    | Wynik | Drużyna 2            | 1     | 2     | 3     | 4     | 5     | Widzów | * |
| ---------- | ----- | ------------ | ----- | -------------------- | ----- | ----- | ----- | ----- | ----- | ------ | - |
| 30.03.2008 |       | Dinamo Kazań | 3:2   | Copra Berni Piacenza | 19:25 | 26:24 | 18:25 | 25:17 | 15:10 |        |   |

#### Nagrody indywidualne
- MVP:  Clayton Stanley
- Najlepiej atakujący:  Mariusz Wlazły
- Najlepiej blokujący:  Aleksander Bogomołow
- Najlepszy libero:  Sergio Dutra Santos
- Najlepiej przyjmujący:  Alessandro Farina
- Najlepiej punktujący:  Hristo Zlatanov
- Najlepszy rozgrywający:  Marco Meoni
- Najlepiej serwujący:  João Paulo Bravo

## Klasyfikacja końcowa
| Miejsce | Drużyna              |
| ------- | -------------------- |
| 1       | Dinamo Kazań         |
| 2       | Copra Berni Piacenza |
| 3       | PGE Skra Bełchatów   |
| 4       | Sisley Treviso       |